# Duli
Duli – gaun wikas samiti w zachodniej części Nepalu w strefie Rapti w dystrykcie Rukum. Według nepalskiego spisu powszechnego z 2001 roku liczył on 706 gospodarstw domowych i 4057 mieszkańców (1961 kobiet i 2096 mężczyzn).